# Synowektomia
Synowektomia – operacja chirurgiczna polegająca na usunięciu zmienionej błony maziowej w obrębie stawu lub ścięgna. Operacje tego typu najczęściej wykonywane są w przebiegu reumatoidalnego zapalenia stawów. Są też leczeniem z wyboru w przypadku barwnikowego kosmkowo-guzkowego zapalenia błony śluzowej stawów oraz chrzęstniakowatości maziówki.
Synowektomia najczęściej jest wykonywana w obrębie stawów śródręczno-nadgarstkowych i w obrębie nadgarstka, stawu kolanowego, choć możliwa jest w obrębie każdego stawu.
Zabieg ten likwiduje ból, poprawia funkcję stawu i opóźnia procesy destrukcyjne stawu. Synowektomia artoskopowa (wykonana w trakcie artroskopii) daje 75% dobrych wyników w przypadku zastosowania wczesnej procedury operacyjnej.
Przerośniętą błonę maziową można również poddać synowektomii chemicznej (tzw. synowiorteza). Zabieg ten polega na wstrzyknięciu do stawu związku chemicznego (np. czterotlenku osmu), który niszczy komórki błony maziowej.
Nowszą metodą jest synowektomia radioizotopowa, zwana także radiosynowektomią. Ta nieoperacyjna procedura medyczna polega na podaniu do jamy stawu drogą nakłucia radioizotopu, który niszczy błonę maziową. Zalecane jest całkowite unieruchomienie nakłutego stawu na 48 h po zabiegu. Ten rodzaj synowektomii stosowany jest np. w leczeniu artropatii hemofilowej oraz młodzieńczego idiopatycznego zapalenia stawów.
Radiofarmaceutykiem stosowanym w ich przebiegu jest cytrynian itru 90. Do synowektomii radioizotopowej wykorzystuje się również izotopy renu 186 i erbu 169. Skuteczność radiosynowektomii wynosi ok. 60-80% (tzn. u 60-80% pacjentów występuje poprawa stanu chorego, choć zwykle nie natychmiastowa).